# Churintzio, Michoacán de Ocampo
Churintzio är en ort i Mexiko.   Den ligger i kommunen Churintzio och delstaten Michoacán de Ocampo, i den centrala delen av landet, 300 km väster om huvudstaden Mexico City. Churintzio ligger 1 858 meter över havet och antalet invånare är 3 026.
Terrängen runt Churintzio är kuperad söderut, men norrut är den platt. Runt Churintzio är det ganska glesbefolkat, med 28 invånare per kvadratkilometer. Närmaste större samhälle är Ecuandureo, 13,5 km väster om Churintzio. I omgivningarna runt Churintzio växer huvudsakligen savannskog.